# Unonopsis
Unonopsis es un género de plantas fanerógamas  perteneciente a la familia de las anonáceas. Tiene 46 especies que son nativas de América central y meridional.

## Descripción
Son árboles con hojas cartáceas, el nervio principal elevado en la haz; pecíolos acanalados, abultados, negros al secarse. Inflorescencias ripidios de pocas flores, axilares o dispuestas en las axilas de las hojas caídas, o caulifloras, pedicelos con una bráctea diminuta, yemas esféricas; sépalos valvados; pétalos 6, valvados, subiguales, carnosos, ovados a redondeados, pétalos internos en su parte exterior con una quilla angostamente triangular demarcando el traslape; estambres numerosos, conectivos truncado-discoides; carpelos 3–18, estigmas piriforme-ovoides, óvulos 1 o 4, laterales. Fruto un fascículo de monocarpos globosos, estipitados, abayados, los estípites oblicuamente unidos al monocarpo; semillas comprimido-globosas, foveoladas, con una cresta ecuatorial distinta, sin arilo.

## Taxonomía
El género fue descrito por Robert Elias Fries y publicado en Kongliga Svenska Vetenskaps Academiens Handlingar, n.s. 34(5): 26, t. IV, 3–8. 1900.  La especie tipo es:  Unonopsis angustifolia (Benth.) R.E. Fr

### Especies
Cabe mencionar las siguientes especies:
- Unonopsis buchtienii R. E. Fr.
- Unonopsis costaricensis R. E. Fr.
- Unonopsis elegantissima R. E. Fr
- Unonopsis floribunda Diels
- Unonopsis leiophylla Diels
- Unonopsis macrocarpa (R. E. Fr.) Aristeg.
- Unonopsis obovata R. E. Fr.
- Unonopsis panamensis R. E. Fr.
- Unonopsis pittieri Saff.
- Unonopsis rigida R. E. Fr.
- Unonopsis schippii R. E. Fr.
- Unonopsis rufescens (Baill.) R. E. Fr.
- Unonopsis stevensii G. E. Schatz
- Unonopsis storkii Standl. et L. O. Williams
- Unonopsis theobromifolia N. Zamora et Poveda

Lista completa de especies